# 7,5-cm PaK 39
Pour les articles homonymes, voir Canon de 75 mm.
Le 7,5 cm Pak 39 L/48 (7,5 cm PanzerabwehrKanone modèle 39, ou Panzerjägerkanone 39) est un canon allemand de la Seconde Guerre mondiale équipant des chasseurs de chars. Adapté du canon antichar 7,5 cm PaK 40L/46 et similaire au canon de char KwK 40, il est l'armement principal des Jagdpanzer IV/48 et Jagdpanzer 38(t), au début de 1944.

## Conception
Conçu à la fin de 1943, le canon est construit par Rheinmetall-Borsig dans son usine d'Unterlüß et par Seitz-Werke GmbH à Bad Kreuznach. Il arme les Jagdpanzer IV à partir de janvier 1944. Bien que dénommé PaK, il utilise les mêmes munitions (75 × 495 mm R) que les canons embarqués KwK 40 et StuK 40 de 43 et 48 calibres, à douilles plus courtes que celles du PaK 40 tracté (75 × 714 mm R). La culasse, elle aussi raccourcie, est de type à obturateur semi-mécanique et à mise à feu électrique. Si le canon du Jagpanzer IV conserve son frein de bouche, celui du Jagdpanzer 38(t) en est dépourvu.
Bien que marquant le pas face aux nouveaux chars lourds ennemis à la fin de la guerre, il était envisagé qu'il équipe certains chasseurs de chars légers restés à l'état de projet ou de prototype, tels le panzerkleinzerstörer E-5 « Rutscher », le E-25 dans un premier temps, ou les Jagdpanzer 38(d) et Jagdpanzer E-10 « Hetzer »,. Une version PaK 39/1 à canon fixe et sans recul fut aussi étudiée pour un hypothétique Jagdpanzer 38(t) « Starr »,.
Si l'on se réfère à la production des deux chasseurs de chars, le nombre de PaK 39 avoisine les 3 607 exemplaires.
Après la défaite du Troisième Reich, la nouvelle Tchécoslovaquie conserve le canon pour son ST-I, l'Armée suisse dotant ses Jagdpanzer 38(t), rebaptisés Jagdpanzer G-13, d'un frein de bouche.

## Munitions
Les obus sont les mêmes que ceux utilisés pour les canons de 75 mm de vingt-quatre, quarante-six, quarante-trois ou quarante-huit calibres,. En plus de diverses munitions à usages tactiques (fumigènes, incendiaires, d'entraînement), les dotations comprennent des munitions explosives (sprenggranaten) et antichars (panzergranaten).

### Sprenggranate 34
Destiné à traiter les cibles dites « molles », l'obus explosif HE s'utilise en tir direct ou indirect. Il peut percer environ 20 à 25 mm de blindage.
Poids de l'obus : 5,74 kg
Quantité d'explosif : 680 g
Vitesse initiale : 550 m/s

### Panzergranate 39
La Pzgr. 39 est l'obus antichar standard, avec un corps en acier. Classé APCBC-HE-T, cela indique qu'il est doté d'une coiffe de pénétration, d'une ogive balistique, d'un traçant et d'une petite charge explosive, de 18 g, destinée à exploser 0,15 seconde après impact dans l'intérieur du véhicule ciblé.
Poids de l'obus : 6,8 kg
Vitesse initiale : 790 m/s
Performances antichars de la Pzgr.39,, :
| Distance | Pénétration à 30 degrés |
| -------- | ----------------------- |
| 100 m    | 106 mm                  |
| 500 m    | 96 mm                   |
| 1 000 m  | 85 mm                   |
| 1 500 m  | 74 mm                   |
| 2 000 m  | 64 mm                   |

### Panzergranate 40 (HK)
L'obus APCR, rare, cher et très efficace à courte portée est constitué d'un noyau dur (Hartkern) au carbure de tungstène. Doté d'une forte vitesse initiale qui décroit avec la distance, il use prématurément le tube et le manque stratégique de son composant entraîne la restriction d'emploi puis l'arrêt de production en 1943.
Poids de l'obus : 4,1 kg
Vitesse initiale : 990 m/s
Performances antichars de la Pzgr.40,, :
| Distance | Pénétration à 30 degrés |
| -------- | ----------------------- |
| 100 m    | 143 mm                  |
| 500 m    | 120 mm                  |
| 1 000 m  | 97 mm                   |
| 1 500 m  | 77 mm                   |

Une autre Pzgr. 40 (W) fut développée, en peu d'exemplaires : de même taille, le corps de cet obus-ersatz est en fer (W n'est pas en ce cas le symbole du wolfram, « tungstène », mais bien l’abréviation de Weicheisen, « fer doux »). Sa vitesse initiale aussi importante n'empêche pas des performances antichars 25 à 50 % moindres que celles de la Pzgr.39.

### Granatepatrone 38 Hohlladung

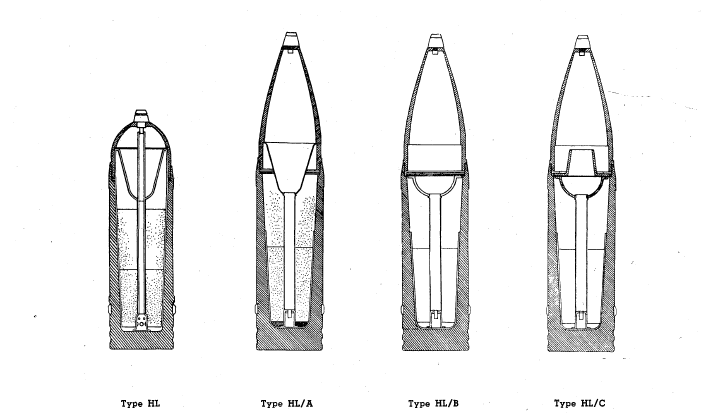
Schéma des obus à charge creuse Holladung

Utilisant non la vitesse cinétique mais un effet chimique, plusieurs modèles de munitions HEAT à charge creuse furent développés. Efficace à toutes distances, leur effet pâtit néanmoins de la rotation balistique du canon et de sa trop forte vitesse initiale, qui rend cette munition des plus imprécises au-delà de 500 m environ. La munition sera peu utilisée.
Poids de l'obus : 3,4 kg (HL/A), 4,6 kg (HL/B), 5 kg (HL/C)
Quantité d'explosif : 508 g (HL/B), 635 g (HL/C)
Vitesse initiale : 450 m/s
| Munition          | Hohlgranaten 38 | Hohlgranaten 38 |
| Modèle            | HL/B (fin-1942) | HL/C (déb-1944) |
| ----------------- | --------------- | --------------- |
| pénétration à 30° | 75 mm           | 100 mm          |

## Notes et références

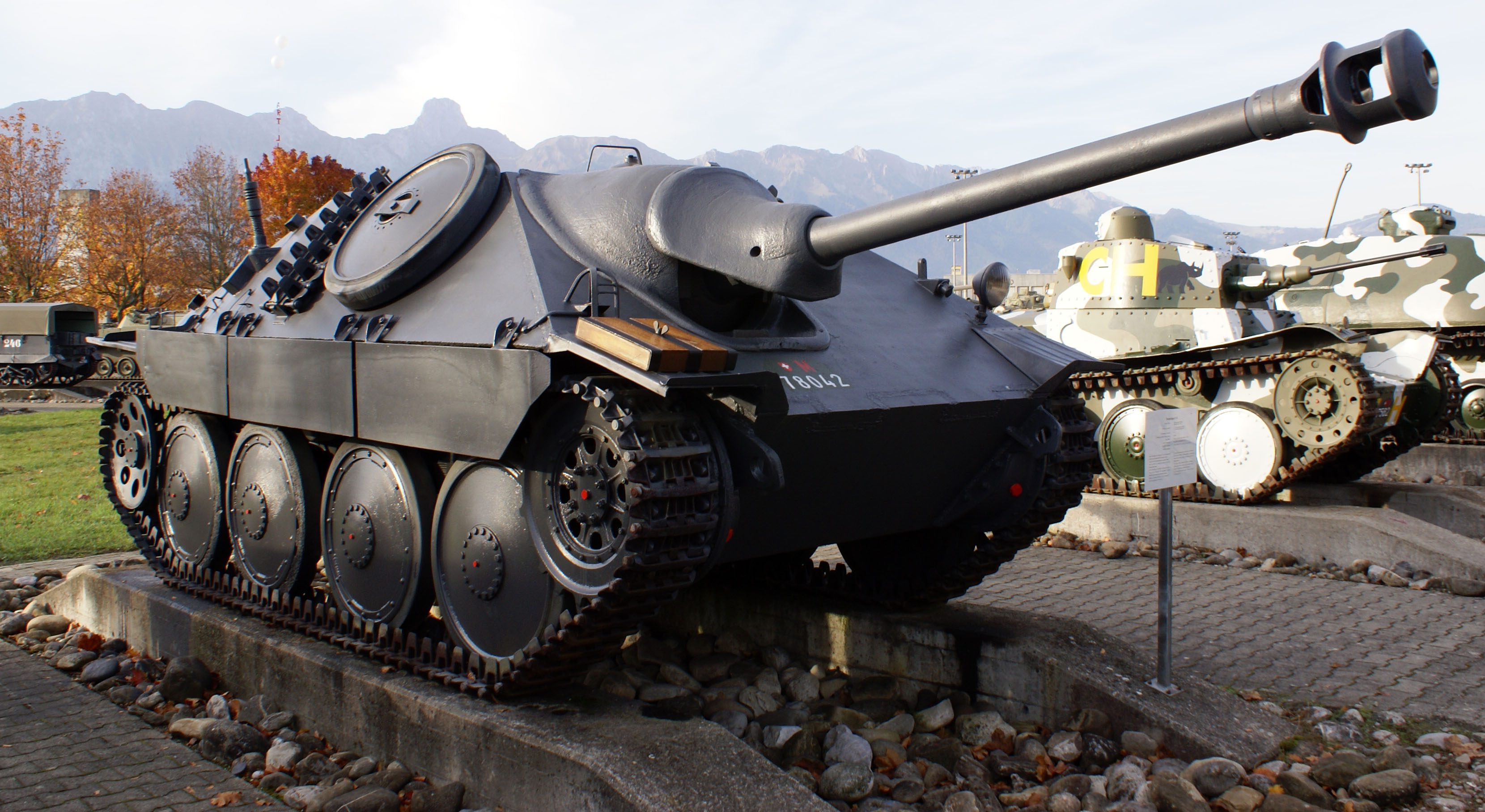
Panzerjager suisse G-13, armé d'un PaK 39 muni d'un frein de bouche